# Rozoy-sur-Serre
Rozoy-sur-Serre é uma comuna francesa na região administrativa de Altos da França, no departamento de Aisne.